# Volkszählung von 1962 in al-Hasaka
Die Volkszählung von 1962 in al-Hasaka wurde am 5. Oktober 1962 durch die syrische Regierung durchgeführt. Als Ergebnis wurde 120.000 Kurden (damals ca. 20 Prozent der Kurden in Syrien) im Gouvernement al-Hasaka die syrische Staatsbürgerschaft entzogen und sie wurden zu Ausländern erklärt. Die Zahl der staatenlosen Kurden stieg mittlerweile auf mehr als 300.000 an.

## Durchführung
Die Volkszählung fand aufgrund des „Dekrets Nr. 93“ vom 23. August 1962 im Gouvernement al-Hasaka statt. Die treibende Kraft hinter dem Beschluss war deren Gouverneur Saʿid as-Saiyid. Tatsächlich hatten die Bewohner syrische Ausweise und sie wurden aufgefordert, diese auszuhändigen, damit sie erneuert werden könnten. Diejenigen, die das taten, bekamen sie nicht zurück. Es wurde eine Medienkampagne gegen die Kurden mit Slogans wie „Rettet das Arabertum in der Dschazira!“ und „Bekämpft die kurdische Bedrohung!“ gestartet. Diese Politik fiel mit dem Aufstand Mustafa Barzanis in Irakisch-Kurdistan und der Entdeckung von Ölreserven in den kurdischen Gebieten Syriens zusammen. Im Juni 1963 nahm Syrien an einer Militäraktion der Iraker gegen die Kurden teil und sorgte für Flugzeuge, gepanzerte Fahrzeuge und 6000 Mann. Syrische Truppen überquerten die irakische Grenze und bewegten sich auf Zaxo zu, um Barzanis Kämpfer zu verfolgen.

## Begründung
Die syrischen Regierung begründete die außerordentliche Volkszählung damit, dass Kurden aus den Nachbarländern, besonders der Türkei, illegal die Grenze überschritten hätten. Weiterhin behauptete sie, dass diese Kurden sich dort ansiedelten und so nach und nach die Mehrheit in Städten wie Amude und Qamischli ausmachten. Auch sagte sie, dass viele es schafften, sich illegal in die syrischen Einwohnerregister einzuschreiben. Des Weiteren spekulierte die Regierung, dass Kurden vorhätten, sich anzusiedeln und Besitz zu erwerben, besonders nach den landwirtschaftlichen Gesetzesreformen, um von der Neuverteilung der Ländereien zu profitieren.
Wegen dieser wachsenden illegalen Einwanderung führte die Regierung am 5. Oktober 1962 die Volkszählung durch, mit dem Ziel die Register zu reinigen und die illegalen Einwanderer zu identifizieren. Am Ende wurden mehr als 120.000 Kurden als Fremde identifiziert und in speziellen Registern geführt. Die restlichen überprüften Bürger wurden in neue zivile Melderegister übertragen.
Die staatenlosen Kurden werden in zwei Gruppen geteilt, die adschānib / أجانب / ‚Ausländer‘ und maktūmīn / مكتومين / ‚versteckt‘. Adschānib erhalten standesamtliche Identitätsdokumente, maktūmīn nur in Ausnahmefällen Identitätsbescheinigungen von ihrem zuständigen Bürgermeister (muchtar). Maktūmīn sind staatlichen Restriktionen in höherem Ausmaß als adschānib unterworfen, so erhalten sie keine Schulabschlusszeugnisse und dürfen kein Hochschulstudium aufnehmen.

## Kritik
Nach Human Rights Watch (HRW) soll nach einigen Aussagen die außergewöhnliche Volkszählung willkürlich durchgeführt worden sein. So seien die Mitglieder ein und derselben Familie unterschiedlich eingestuft worden. Manche Mitglieder derselben Familie wurden zu Staatsbürgern erklärt, während andere als Ausländer deklariert wurden, was die Ungenauigkeit des Vorgangs nahelegt; HRW behauptet auch, dass manche Kurden, die den Wehrdienst geleistet hatten, ihre Staatsbürgerschaft verloren, während andere, die die Beamten bestochen hatten, sie behalten durften. So soll die syrische Regierung gemäß Human Rights Watch viele ursprünglich kurdische Einwohner zu Fremden erklärt und folglich ihre Menschenrechte verletzt haben, als sie ihnen die syrische Staatsbürgerschaft entzog. Staatenlose Kurden haben nicht die Möglichkeit, legal in ein anderes Land auszuwandern, weil sie keine Papiere haben. In Syrien dürfen sie nicht in staatlichen Behörden und Unternehmen beschäftigt werden und sie dürfen legal keinen syrischen Staatsangehörigen heiraten. Kurden mit dem Status eines Ausländers haben nicht das Recht zu wählen oder sich zur Wahl zu stellen.

## Wiedereinbürgerungen im Zuge des syrischen Bürgerkrieges
Im Zuge des syrischen Bürgerkrieges gab das syrische Ministerium für Arbeit und Soziales im März 2011 bekannt, dass Kurden, die keine syrische Staatsbürgerschaft besitzen, ab sofort ein Recht auf Arbeit hätten. Am zweiten Aprilwochenende 2011 wurde im Dekret Nr. 49 bekanntgegeben, dass diejenigen Kurden innerhalb Syriens, welche über keinerlei Staatsbürgerschaft verfügen, die syrische erhalten sollen. Dies betrifft aber nur registrierte Staatenlose (adschānib). Unregistrierte Staatenlose (maktūmīn) werden nicht berücksichtigt, die syrische Staatsbürgerschaft wird ihnen weiterhin vorenthalten. Bis Ende September 2011 sind nach Angaben des syrischen Innenministeriums 51.000 Wiedereinbürgerungen vorgenommen worden.